# Lijst van drukste zeehavens naar containerverkeer
Dit is een lijst van de drukste containerzeehavens ter wereld, gemeten naar het totale aantal TEU verwerkt in 2016. 
Geselecteerd werden die havens die in 2016 een totaal van minstens 5 miljoen twintig-voet container equivalenten behaalden.
| Rang | Haven                    | Land                         | Regio                  | Continent     | Containerverkeer in TEU's |
| ---- | ------------------------ | ---------------------------- | ---------------------- | ------------- | ------------------------- |
| 1    | Shanghai                 | China                        | Yangtze-delta          | Zuidoost-Azië | 37.132.000                |
| 2    | Singapore                | Singapore                    | Straat Singapore       | Zuidoost-Azië | 30.904.000                |
| 3    | Shenzhen                 | China                        | Parelrivierdelta       | Zuidoost-Azië | 23.949.000                |
| 4    | Ningbo                   | China                        | Yangtze-delta          | Zuidoost-Azië | 21.586.000                |
| 5    | Hongkong                 | Hongkong                     | Parelrivierdelta       | Zuidoost-Azië | 19.813.000                |
| 6    | Busan                    | Zuid-Korea                   | Gyeongsangnam-do       | Oost-Azië     | 19.245.000                |
| 7    | Guangzhou                | China                        | Parelrivierdelta       | Zuidoost-Azië | 18.311.000                |
| 8    | Qingdao                  | China                        | Shandong-schiereiland  | Zuidoost-Azië | 17.998.000                |
| 9    | Dubai                    | Verenigde Arabische Emiraten | Perzische Golf         | Zuidwest-Azië | 15.736.000                |
| 10   | Tianjin                  | China                        | Golf van Bohai         | Zuidoost-Azië | 14.269.000                |
| 11   | Port Klang               | Maleisië                     | Straat Malakka         | Zuidoost-Azië | 13.201.000                |
| 12   | Rotterdam                | Nederland                    | Rijn-Maas-Scheldedelta | West-Europa   | 12.385.000                |
| 13   | Kaohsiung                | Taiwan                       | Taiwan                 | Oost-Azië     | 10.465.000                |
| 14   | Antwerpen                | België                       | Rijn-Maas-Scheldedelta | West-Europa   | 10.037.000                |
| 15   | Dalian                   | China                        | Yalu                   | Zuidoost-Azië | 9.735.000                 |
| 16   | Xiamen                   | China                        | Jiulongjiang           | Zuidoost-Azië | 9.630.000                 |
| 17   | Hamburg                  | Duitsland                    | Elbe-Wezer-delta       | Midden-Europa | 8.907.000                 |
| 18   | Los Angeles              | Verenigde Staten             | Californië             | Noord-Amerika | 8.857.000                 |
| 19   | Tanjung Pelepas          | Maleisië                     | Straat Malakka         | Zuidoost-Azië | 8.013.000                 |
| 20   | Laem Chabang             | Thailand                     | Golf van Thailand      | Zuidoost-Azië | 7.430.000                 |
| 21   | Ho Chi Minhstad          | Vietnam                      | Sài Gòn                | Zuidoost-Azië | 6.825.000                 |
| 22   | Long Beach               | Verenigde Staten             | Californië             | Noord-Amerika | 6.775.000                 |
| 23   | New York - New Jersey    | Verenigde Staten             | Hudson                 | Noord-Amerika | 6.252.000                 |
| 24   | Ho Chi Minhstad New Port | Vietnam                      | Sài Gòn                | Zuidoost-Azië | 5.987.000                 |
| 25   | Bremerhaven              | Duitsland                    | Elbe-Wezer-delta       | Midden-Europa | 5.518.000                 |
| 26   | Valencia                 | Spanje                       | Middellandse Zee       | Zuid-Europa   | 5.222.000                 |